# 郑栅洁
郑栅洁（1961年11月10日—），男，汉族，福建漳州人，高级工程师。中华人民共和国政治人物，1982年8月参加工作，1985年6月加入中国共产党。毕业于南京化工学院化工设备腐蚀与防护专业，厦门大学在职工商管理硕士学位。曾任浙江省省长和中共安徽省委书记等职务，现任国家发展和改革委员会主任。
郑栅洁是中国共产党第二十届中央委员会委员，被外界廣泛認為是习近平派系“閩江新軍”成員之一。

## 经历

### 早年
1982年毕业于南京化工学院化工设备腐蚀与防护专业，后任厦门鱼肝油厂副厂长。1991年1月，在工厂濒临亏损边沿的时候升任厦门鱼肝油厂厂长，担当正处级职务。此后几年，主导鱼肝油厂工贸结合、工贸并重的转型，并以厦门鱼肝油厂为主体，成立科工贸一体化的厦门星鲨实业总公司。
在担任中共宁波市委书记期间，郑栅洁在一次座谈会上透露，自己曾在企业工作15年，从机修工起步，逐步升为厂长。

### 福建省
1997年5月起，历任中共厦门市湖里区委副书记、代区长、区长。
2002年1月，转任厦门市人民政府副秘书长，厦门市人民政府办公厅主任、党组副书记。当年2月，卸任中共厦门市湖里区委副书记、区长。
2003年3月，任厦门市发展计划委员会主任、党组书记。
2005年12月，任厦门市发展和改革委员会主任、党组书记（时任厦门市委书记为何立峰）。
2008年4月，任福建省发改委党组副书记、副主任（2008年12月明确为正厅级）。
2010年5月，任福建省发改委党组书记、主任。
2015年2月，任福建省人民政府副省长。

### 国家能源局及国台办
2015年8月，任国家能源局副局长（副部长级）、党组成员，是国家能源局领导班子中首名来自于原国家能源局及原国家电力监管委员会系统之外的副局长。
2017年4月，任中共中央台湾工作办公室、国务院台湾事务办公室副主任。

### 浙江省
2017年12月，任中共浙江省委常委、宁波市委書記。
2018年5月，任中共浙江省委副书记。
2020年9月，任浙江省人民政府副省长、代理省长，同月当选为浙江省人民政府省长。

### 安徽省
2021年9月，任中共安徽省委书记。
2022年1月，当选为安徽省人民代表大会常务委员会主任。

### 国家发改委
2023年3月，在第十四届全国人民代表大会第一次会议上，获提名出任国家发改委主任，同月不再担任中共安徽省委书记职务。